# Psammogorgia variabilis
Psammogorgia variabilis is een zachte koraalsoort uit de familie Plexauridae. De koraalsoort komt uit het geslacht Psammogorgia. Psammogorgia variabilis werd in 1894 voor het eerst wetenschappelijk beschreven door Studer. 